# جوجه کوچولو (فیلم ۱۹۴۳)
جوجه کوچولو (انگلیسی: Chicken Little) یک فیلم کارتونی کوتاه است که در سال ۱۹۴۳ و در دوران جنگ جهانی دوم توسط والت دیزنی تولید و منتشر شد.
این کارتون بر پایهٔ قصهٔ فولکلور آسمان دارد می‌افتد! ساخته شده بود.
بعدها جوجه کوچولوی این کارتون، در سکانسِ «شهر کارتون‌ها» در فیلم چه کسی برای راجر رابیت پاپوش دوخت؟ حضور افتخاری و کوتاه یافت.